# David Andrade
David Alfredo „Manza” Andrade Gómez (ur. 9 lipca 1993 w Manzanillo) – meksykański piłkarz występujący na pozycji lewego obrońcy lub lewego pomocnika, od 2024 roku zawodnik andorskiego Rànger’s.

## Kariera klubowa
Andrade pochodzi z miasta Manzanillo w stanie Colima (stąd przydomek „Manza”). Jest wychowankiem klubu Jaguares de Chiapas z siedzibą w Tuxtla Gutiérrez, do którego seniorskiej drużyny został włączony już jako siedemnastolatek przez szkoleniowca José Guadalupe Cruza. Pierwszy mecz rozegrał w niej dopiero ponad rok później, w lipcu 2012 z drugoligową Necaxą (1:0) w pucharze kraju. Przez kolejne trzy lata pojawiał się jednak na boiskach głównie w krajowym pucharze i lidze meksykańskiej do lat dwudziestu, wobec czego w styczniu 2015 udał się na wypożyczenie do trzecioligowego rywala zza miedzy – ekipy Atlético Chiapas, gdzie jako podstawowy gracz spędził pół roku. Dopiero po powrocie do Chiapas zdołał zadebiutować w Liga MX, 20 września 2015 w zremisowanym 1:1 spotkaniu z Tolucą, szybko zostając jednym z ważniejszych graczy zespołu prowadzonego przez Ricardo La Volpe.
Latem 2016 Andrade został zawodnikiem klubu Santos Laguna z miasta Torreón.

## Statystyki kariery
| Chiapas          | 2012–2013 | Meksyk | Liga MX          | 0  | 0 | 11 | 0 | — | — | — | 11 | 0 |
| Chiapas          | 2013–2014 | Meksyk | Liga MX          | 0  | 0 | 2  | 0 | — | — | — | 2  | 0 |
| Chiapas          | 2014–2015 | Meksyk | Liga MX          | 0  | 0 | 1  | 0 | — | — | — | 1  | 0 |
| Atlético Chiapas | 2014–2015 | Meksyk | Segunda División | 17 | 1 | —  | — | — | — | — | 17 | 1 |
| Chiapas          | 2015–2016 | Meksyk | Liga MX          | 26 | 0 | 8  | 0 | — | — | — | 34 | 0 |
| Santos Laguna    | 2016–2017 | Meksyk | Liga MX          | 0  | 0 | —  | — | — | — | — | 0  | 0 |
| Ogółem           | Ogółem    | Ogółem | Ogółem           | 43 | 1 | 22 | 0 | — | — | — | 65 | 1 |

Stan na 1 lipca 2016.